# Budynek przy ul. Henryka Sienkiewicza 4 w Toruniu
Budynek przy ul. Henryka Sienkiewicza 4 w Toruniu – dawny budynek mieszkalny znajdujący się przy ul. Henryka Sienkiewicza na Bydgoskim Przedmieściu w Toruniu, od 2007 roku siedziba Zakładu Edukacji Artystycznej Uniwersytetu Mikołaja Kopernika. Budynek figuruje w gminnej ewidencji zabytków (nr 1090).
Budynek został zbudowany w 1901 roku dla radcy miejskiego Emila Dietricha. W 1990 roku budynek przeszedł na własność Uniwersytetu Mikołaja Kopernika w Toruniu. Na przełomie 1993 i 1994 roku w budynku rozpoczął działalność Instytut Geografii – Zakład Geologi i Hydrogeologii. Po wybudowaniu na budynku Wydziału Biologii i Nauk o Ziemi i przeniesieniu tam Instytutu Geografii, budynek przejął Zakład Edukacji Artystycznej Instytutu Artystycznego Wydziału Sztuk Pięknych.